# مافالدا (کومونه)
مافالدا (به ایتالیایی: Mafalda) یک کومونه در ایتالیا است که در استان کامپوباسو واقع شده‌است.

## خصوصیات
مافالدا ۳۲٫۶ کیلومترمربع مساحت و ۱٬۳۰۸ نفر جمعیت دارد و ۴۶۰ متر بالاتر از سطح دریا واقع شده‌است.